# Hillsův oblak

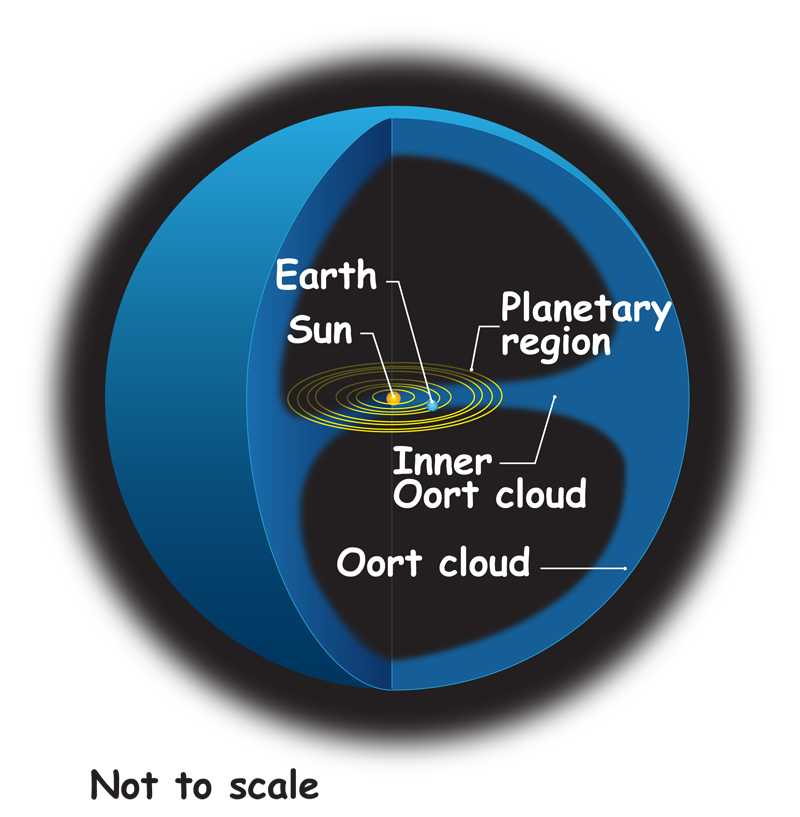
Struktura vnitřní a vnější části Oortova oblaku.

Hillsův oblak, též označovaný jako vnitřní Oortův oblak, je hypotetické mračno komet obíhajících kolem Slunce ve vzdálenosti 3000 až 5000 astronomických jednotek. Předpokládá se, že obsahuje mnohem více těles než vzdálenější vnější části Oortova oblaku. Za jeho první známé členy byla některými astronomy považována tělesa (90377) Sedna a (148209) 2000 CR105, ovšem později byla tato tělesa zařazena mezi tzv. oddělené objekty.